# Saulx-les-Chartreux
Saulx-les-Chartreux település Franciaországban, Essonne megyében. Lakosainak száma 6611 fő (2022. január 1.). Saulx-les-Chartreux Nozay, Longjumeau, Ballainvilliers, Champlan, Villebon-sur-Yvette, La Ville-du-Bois és Villejust községekkel határos.

## Népesség
A település népessége az elmúlt években az alábbi módon változott:
| Lakosok száma | 5182 | 5181 | 5366 | 5886 | 6240 | 6416 | 6593 | 6583 | 6611 |
|               | 2013 | 2015 | 2016 | 2017 | 2018 | 2019 | 2020 | 2021 | 2022 |